# プラハ室内管弦楽団
プラハ室内管弦楽団（チェコ語: Pražský komorní orchestr）は、チェコ・プラハを本拠地とする室内オーケストラである。

## 沿革
1951年にプラハ放送交響楽団のメンバーを団員として設立されたが、1965年にプラハ放送交響楽団の活動から独立する。国内でのコンサートやプラハの春音楽祭に出演するなど幅広く活動している。指揮者を置かないオーケストラとして知られるが、稀に指揮者を置いての演奏も行う。

## レコーディング
主なレコーディングは、テラーク・レーベルにチャールズ・マッケラス指揮でモーツァルト交響曲全集、スプラフォン・レーベルには指揮者無しでのハイドン交響曲「ロンドン・セット」の他、チェコ物を中心として多くある。